# Bircza
Bircza est une localité polonaise, siège de la gmina de Bircza, située dans le powiat de Przemyśl en voïvodie des Basses-Carpates.